# 2008-as NHL Winter Classic

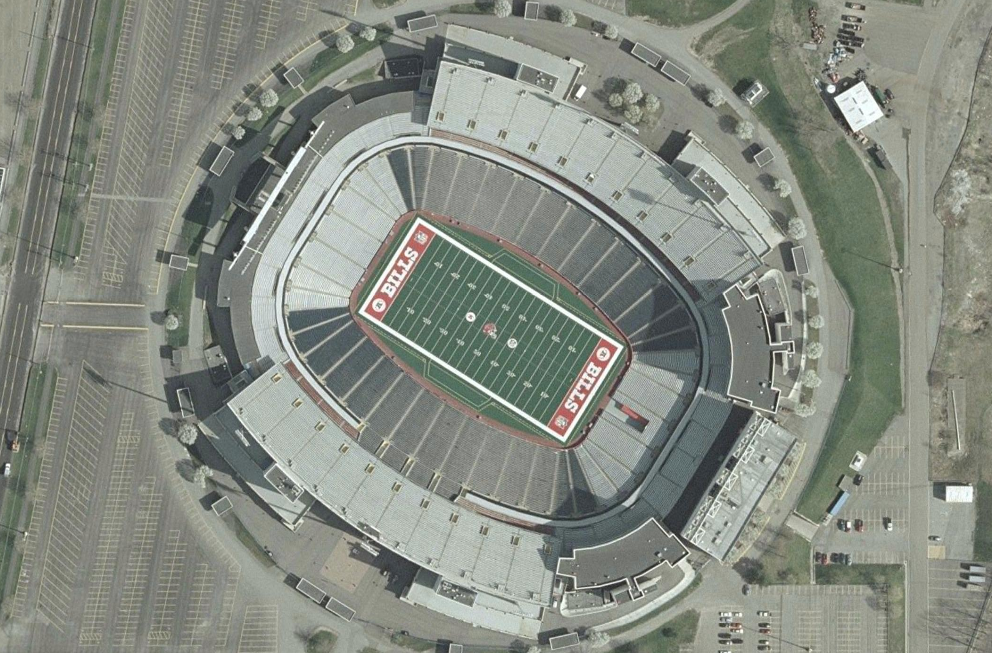
A Ralph Wilson Stadion

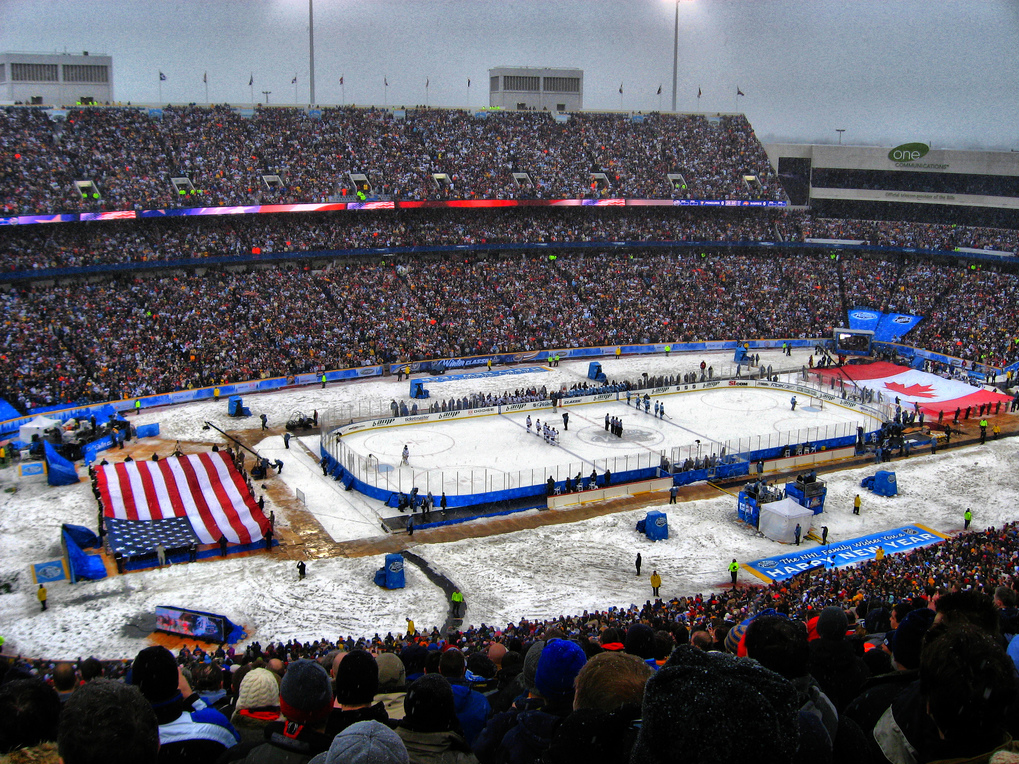
A meccs kezdetén

Az AMP Energy NHL Winter Classic egy szabadtéren rendezett National Hockey League jégkorong-mérkőzés volt a Buffalo Sabres és a Pittsburgh Penguins között 2008. január 1-jén a Ralph Wilson Stadionban, New York államban. Az amerikai jégkorong-bajnokság történetében ez volt a második szabadtéren rendezett mérkőzés, de az első olyan, amit az Amerikai Egyesült Államok területén rendeztek.

## Jegyeladás, nézőszám
A mérkőzés rendezéséről 2007. szeptember 17-én döntöttek. A 41 000 jegy, amelyet elővételben lehetett megvásárolni, fél óra alatt gazdára talált, a többi jegyet a bérleteseknek tartották fenn.
Összesen 71 217 néző látta a helyszínen a történelmi összecsapást, ez NHL rekordot jelentett. Az addigi csúcsot a Kanadában rendezett szabadtéri mérkőzés tartotta, 57 167 nézővel. Nem ez volt a világ legnézettebb jégkorong-mérkőzése, ugyanis 2001-ben Michigan állam két egyetemi együttesének meccsére 74 554 drukker látogatott el.

## Szabályváltozások
Az esélyegyenlőség miatt néhány különleges szabályt is kellett alkalmazni a mérkőzésen. Mindkét csapat 30-30 percet játszott a rendes játékidőben a két térfélen, ezt úgy oldották meg, hogy az utolsó játékrész felénél, 10 perc elteltével egy extra térfélcserét hajtottak végre. A hosszabbítást is hasonlóan bonyolították le, 2:30 perc elteltével térfélcserét hajtottak végre a csapatok, a büntetőknél pedig mindkét kapus eldönthette, hogy melyik kapura lőjék a büntetőket.

## Keretek

### Buffalo Sabres
| Buffalo Sabres |
| Kapusok: 30 Ryan Miller • 35 Jocelyn Thibault Védők: 5 Toni Lydman • 6 Jaroslav Špaček • 10 Henrik Tallinder • 38 Nathan Paetsch • 45 Dmitrij Kalinyin • 51 Brian Campbell Támadók: 9 Derek Roy • 12 Aleš Kotalík • 19 Tim Connolly • 20 Daniel Paille • 22 Adam Mair • 26 Thomas Vanek • 28 Paul Gaustad • 29 Jason Pominville • 37 Michael Ryan • 55 Jochen Hecht • 61 Makszim Afinogenov • 76 Andrew Peters Edző: Lindy Ruff |

### Pittsburg Penguins
| Pittsburgh Penguins |
| Kapusok: 30 Dany Sabourin • 35 Ty Conklin Védők: 4 Rob Scuderi • 5 Darryl Sydor • 19 Ryan Whitney • 44 Brooks Orpik • 55 Szergej Goncsar • 58 Kristopher Letang Támadók: 11 Jordan Staal • 12 Ryan Malone • 16 Erik Christensen • 17 Petr Sýkora • 18 Adam Hall • 20 Colby Armstrong • 27 Georges Laraque • 37 Jarkko Ruutu • 38 Jeff Taffe • 48 Tyler Kennedy • 71 Jevgenyij Malkin • 87 Sidney Crosby Edző: Michel Therrien |

## A mérkőzés
| január 1. 13:00 | Pittsburgh Penguins | 2–1 (büntetőkkel) (1–0, 0–1, 0–0, 0–0) | Buffalo Sabres | Ralph Wilson Stadion Orchard Park, New York |

| |       |                                             |  |  |
| \| C. Armstrong (S. Crosby) (0:21) S. Crosby (győztes büntető) \| Gólok \| B. Campbell (T. Conolly, D. Paille) (21:25) \| |       |                                             |  |  |
| |       |                                             |  |  |
| |       |                                             |  |  |
| C. Armstrong (S. Crosby) (0:21) S. Crosby (győztes büntető)                                                               | Gólok | B. Campbell (T. Conolly, D. Paille) (21:25) |  |  |

A mérkőzést a Buffalo Bills amerikai focicsapat stadionjában felállított jégkorongpályán rendezték. A mérkőzést felvezető ceremónia helyi idő szerint 13:00-kor kezdődött a csapatok bevonulásával. A kezdő sípszó helyi idő szerint 13:20-kor hangzott el hóesésben, -1 °C-ban, enyhe északi szélben.
A Pittsburgh kezdte jobban a találkozót, 21 másodperc elteltével Armstrong révén megszerezték a vezetést. A korai gól megzavarta a hazai csapatot, nehezen jutottak el helyzetig az első harmadban. Volt, hogy a hóesés miatt meg kellett szakítani a mérkőzést, hogy a jeget megtisztítsák a pályamunkások.
A második harmadban aztán magára talált a Buffalo is, és a játékrész 2. percében sikerült egyenlíteniük Brian Campbell góljával. Közben a hóesés alábbhagyott, és a csapatok is visszavettek. A rendes játékidő hátralévő részében nem esett több találat, így következett az öt perces hosszabbítás. Miután ebben a játékrészben sem esett gól, büntetőkkel kellett eldönteni a mérkőzést.
A büntetőlövések előtt a kapusok felmérhették a pályát, és eldönthették, hogy melyik kapura lőjék az ellenfél játékosai a büntetőt. A Buffalo kapuját Ryan Miller, a Pittsburgét Ty Conklin védte az egész mérkőzésen, és a büntetőkhöz is ők álltak oda.
| Büntetők | Csapat | Lövő               | Kapus       | Eredmény | Állás   |
| -------- | ------ | ------------------ | ----------- | -------- | ------- |
| Büntetők | BUF    | Aleš Kotalík       | Ty Conklin  | gól      | 1–0 BUF |
| Büntetők | PIT    | Erik Christiansen  | Ryan Miller | mellé    | 1–0 BUF |
| Büntetők | BUF    | Tim Conolly        | Ty Conklin  | védés    | 1–0 BUF |
| Büntetők | PIT    | Kristopher Letang  | Ryan Miller | gól      | 1–1     |
| Büntetők | BUF    | Makszim Afinogenov | Ty Conklin  | védés    | 1–1     |
| Büntetők | PIT    | Sidney Crosby      | Ryan Miller | gól      | 2–1 PIT |